# ATP Tour 250

Das Logo der Turnierserie von 2009 bis 2018

Die ATP Tour 250 (bis 1989 Grand Prix Regular Series, von 1990 bis 1999 ATP World Series, von 2000 bis 2008 ATP International Series und von 2009 bis 2018 ATP World Tour 250) umfasst eine Reihe von Tennis-Turnieren auf der ATP Tour. Ihren Namen trägt die Serie, weil seit der Saison 2009 250 Weltranglistenpunkte für den Sieg bei einem Turnier dieser Kategorie vergeben werden. Die Turniere der ATP Tour 250 sind in der Wertigkeit sowohl unterhalb der Grand-Slam-Turniere, der ATP Tour Masters 1000 als auch der ATP Tour 500 angesiedelt.

## Turnierübersicht
In der Saison 2025 verringerte sich die Anzahl der Turniere der ATP Tour 250 von 38 auf 30 Turniere. 16 Turniere finden dabei auf Hartplatz, 10 auf Sand und 4 auf Rasen statt. 23 finden im Freien, 7 in der Halle statt.
Aktuelle Turniere
| Name                                                 | Spielort                           | Platzbelag        |
| ---------------------------------------------------- | ---------------------------------- | ----------------- |
| Bank of China Hong Kong Tennis Open                  | Hongkong                           | Hartplatz         |
| Brisbane International                               | Brisbane, Australien               | Hartplatz         |
| Adelaide International                               | Adelaide, Australien               | Hartplatz         |
| ASB Classic                                          | Auckland, Neuseeland               | Hartplatz         |
| Open Occitanie                                       | Montpellier, Frankreich            | Hartplatz (Halle) |
| Argentina Open                                       | Buenos Aires, Argentinien          | Sand              |
| Open 13 Provence                                     | Marseille, Frankreich              | Hartplatz (Halle) |
| Delray Beach Open                                    | Delray Beach, Vereinigte Staaten   | Hartplatz         |
| Movistar Chile Open                                  | Santiago de Chile, Chile           | Sand              |
| Fayez Sarofim & Co. US Men’s Clay Court Championship | Houston, Vereinigte Staaten        | Sand              |
| Grand Prix Hassan II                                 | Marrakesch, Marokko                | Sand              |
| Țiriac Open                                          | Bukarest, Rumänien                 | Sand              |
| Gonet Geneva Open                                    | Genf, Schweiz                      | Sand              |
| Boss Open                                            | Stuttgart, Deutschland             | Rasen             |
| Libéma Open                                          | ’s-Hertogenbosch, Niederlande      | Rasen             |
| Rothesay International                               | Eastbourne, Vereinigtes Königreich | Rasen             |
| Mallorca Championships                               | Mallorca, Spanien                  | Rasen             |
| Nordea Open                                          | Båstad, Schweden                   | Sand              |
| Plava Laguna Croatia Open Umag                       | Umag, Kroatien                     | Sand              |
| EFG Swiss Open Gstaad                                | Gstaad, Schweiz                    | Sand              |
| Mifel Tennis Open                                    | Los Cabos, Mexiko                  | Hartplatz         |
| Generali Open                                        | Kitzbühel, Österreich              | Sand              |
| Winston-Salem Open                                   | Winston-Salem, Vereinigte Staaten  | Hartplatz         |
| Moselle Open                                         | Metz, Frankreich                   | Hartplatz (Halle) |
| Chengdu Open                                         | Chengdu, Volksrepublik China       | Hartplatz         |
| Huafa Properties Zhuhai Championships                | Zhuhai, Volksrepublik China        | Hartplatz         |
| Almaty Open                                          | Almaty, Kasachstan                 | Hartplatz (Halle) |
| BNP Paribas Nordic Open                              | Stockholm, Schweden                | Hartplatz (Halle) |
| European Open                                        | Brüssel, Belgien                   | Hartplatz (Halle) |
| Belgrade Open                                        | Belgrad, Serbien                   | Hartplatz (Halle) |

Ehemalige Turniere
| Name                                      | Spielort                             | Platzbelag        |
| ----------------------------------------- | ------------------------------------ | ----------------- |
| Sydney Tennis Classic                     | Sydney, Australien                   | Hartplatz         |
| Tata Maharashtra Open                     | Pune, Indien                         | Hartplatz         |
| Melbourne Summer Set                      | Melbourne, Australien                | Hartplatz         |
| Indianapolis Tennis Championships         | Indianapolis, Vereinigte Staaten     | Hartplatz         |
| Pilot Pen Tennis presented by Schick      | New Haven, Vereinigte Staaten        | Hartplatz         |
| U.S. National Indoor Tennis Championships | Memphis, Vereinigte Staaten          | Hartplatz (Halle) |
| New York City Open                        | New York, Vereinigte Staaten         | Hartplatz (Halle) |
| SA Tennis Open                            | Johannesburg, Südafrika              | Hartplatz         |
| Farmers Classics                          | Los Angeles, Vereinigte Staaten      | Hartplatz         |
| Ecuador Open Quito                        | Quito, Ecuador                       | Sand              |
| Thailand Open                             | Bangkok, Thailand                    | Hartplatz         |
| SAP Open                                  | San José, Vereinigte Staaten         | Hartplatz         |
| BRD Năstase Țiriac Trophy                 | Bukarest, Rumänien                   | Sand              |
| Open de Nice Côte d’Azur                  | Nizza, Frankreich                    | Sand              |
| Brasil Open                               | São Paulo, Brasilien                 | Sand (Halle)      |
| AEGON 250                                 | Nottingham, Vereinigtes Königreich   | Rasen             |
| Düsseldorf Open                           | Düsseldorf, Deutschland              | Sand              |
| Gerry Weber Open                          | Halle, Deutschland                   | Rasen             |
| AEGON Championships                       | Queen’s Club, Vereinigtes Königreich | Rasen             |
| Antalya Open                              | Antalya, Türkei                      | Rasen             |
| Erste Bank Open                           | Wien, Österreich                     | Hartplatz (Halle) |
| Malaysian Open                            | Kuala Lumpur, Malaysia               | Hartplatz (Halle) |
| PBZ Zagreb Indoors                        | Zagreb, Kroatien                     | Hartplatz         |
| Grand Prix Hassan II                      | Casablanca, Marokko                  | Sand              |
| Srpska Open                               | Banja Luka, Bosnien und Herzegowina  | Sand              |
| Claro Open Colombia                       | Bogotá, Kolumbien                    | Hartplatz         |
| Shenzhen Open                             | Shenzhen, Volksrepublik China        | Hartplatz         |
| Valencia Open                             | Valencia, Spanien                    | Hartplatz (Halle) |
| TEB BNP Paribas Istanbul Open             | Istanbul, Türkei                     | Sand              |
| Garanti Koza Sofia Open                   | Sofia, Bulgarien                     | Hartplatz (Halle) |
| Gazprom Hungarian Open                    | Budapest, Ungarn                     | Sand              |
| St. Petersburg Open                       | St. Petersburg, Russland             | Hartplatz (Halle) |
| Kremlin Cup                               | Moskau, Russland                     | Hartplatz (Halle) |
| Tel Aviv Watergen Open                    | Tel Aviv, Israel                     | Hartplatz (Halle) |
| Dallas Open                               | Dallas, Vereinigte Staaten           | Hartplatz (Halle) |
| Córdoba Open                              | Córdoba, Argentinien                 | Sand              |
| Qatar ExxonMobil Open                     | Doha, Katar                          | Hartplatz         |
| Open Parc Auvergne-Rhône-Alpes Lyon       | Lyon, Frankreich                     | Sand              |
| BMW Open                                  | München, Deutschland                 | Sand              |
| Millennium Estoril Open                   | Estoril, Portugal                    | Sand              |
| Atlanta Open                              | Atlanta, Vereinigte Staaten          | Hartplatz         |
| Infosys Hall of Fame Open                 | Newport, Vereinigte Staaten          | Rasen             |
| Watergen Gijon Open                       | Gijón, Spanien                       | Hartplatz (Halle) |

## Weltranglistenpunkte
Bei Turnieren der ATP Tour 250 erhalten die Spieler für die Tennisweltrangliste nach folgendem Schema Punkte:
32er-Feld
| Einzel        | Einzel | Einzel |
| Runde         | Punkte |        |
| ------------- | ------ | ------ |
| Sieg          | 250    |        |
| Finale        | 165    |        |
| Halbfinale    | 100    |        |
| Viertelfinale | 50     |        |
| Achtelfinale  | 25     |        |
| Erste Runde   | 0      |        |

| Qualifikation Einzel | Qualifikation Einzel | Qualifikation Einzel |
| Runde                | Punkte               |                      |
| -------------------- | -------------------- | -------------------- |
| Qualifikant (*)      | 13                   |                      |
| Qualifikationsrunde  | 7                    |                      |
| Erste Runde          | 0                    |                      |

| Doppel        | Doppel | Doppel |
| Runde         | Punkte |        |
| ------------- | ------ | ------ |
| Sieg          | 250    |        |
| Finale        | 150    |        |
| Halbfinale    | 90     |        |
| Viertelfinale | 45     |        |
| Erste Runde   | 0      |        |

48er- und 56er-Feld
| Einzel        | Einzel | Einzel |
| Runde         | Punkte |        |
| ------------- | ------ | ------ |
| Sieg          | 250    |        |
| Finale        | 165    |        |
| Halbfinale    | 100    |        |
| Viertelfinale | 50     |        |
| Achtelfinale  | 25     |        |
| Zweite Runde  | 13     |        |
| Erste Runde   | 0      |        |

| Qualifikation Einzel | Qualifikation Einzel | Qualifikation Einzel |
| Runde                | Punkte               |                      |
| -------------------- | -------------------- | -------------------- |
| Qualifikant (*)      | 8                    |                      |
| Qualifikationsrunde  | 4                    |                      |
| Erste Runde          | 0                    |                      |

| Doppel        | Doppel | Doppel |
| Runde         | Punkte |        |
| ------------- | ------ | ------ |
| Sieg          | 250    |        |
| Finale        | 150    |        |
| Halbfinale    | 90     |        |
| Viertelfinale | 45     |        |
| Erste Runde   | 0      |        |

(*) Die Punkte für eine erfolgreiche Qualifikation bekommt ein Spieler jeweils zusätzlich zu den im Hauptfeld erreichten Punkten.